# Национално движение за равитие и прогрес
Националното движение за развитие и прогрес (на френски: Rassemblement national pour le développement et le progrès) е политическа партия в Чад. Политически лидер на партията е Делва Касире Кумакойе.
На последните парламентарни избори на 21 април 2002 партията печели 5 от общо 155 места в парламента. На президентските избори през май 2006 Кумакойе печели 15,13% от гласовете. Той става министър-председател през февруари 2007.